# Neu Langerwisch
Neu Langerwisch, früher auch Neulangerwisch oder Neu-Langerwisch ist ein Wohnplatz im Ortsteil Langerwisch der Gemeinde Michendorf im Landkreis Potsdam-Mittelmark (Brandenburg). Neu Langerwisch war bis 1938 eine selbstständige Gemeinde im damaligen Kreis Zauch-Belzig (Provinz Brandenburg) und wurde in diesem Jahr mit der benachbarten Gemeinde Alt Langerwisch zur Gemeinde Langerwisch vereinigt. Langerwisch wurde 2003 in die (Groß-)Gemeinde Michendorf eingemeindet und ist seither ein Ortsteil, Neu Langerwisch ein Wohnplatz in der Gemeinde Michendorf.

## Lage
Der Ortskern von Neu Langerwisch liegt ca. 2,5 km nordöstlich vom namengebenden Ortsteil Michendorf, dem Verwaltungssitz der (Groß-)Gemeinde Michendorf entfernt. Südlich des Ortskerns von Neu Langerwisch und nur durch den Torfgraben Saarmund getrennt und ca. 400 Meter entfernt, liegt der Wohnplatz Alt Langerwisch. Nur etwa 500 Meter nördlich beginnt die Bebauung des Ortsteils Wilhelmshorst. Neu Langerwisch liegt auf 42 m ü. NHN.

## Geschichte
Der Ort wird 1285 erstmals als novi Langerwisch erwähnt. 1287 heißt es einfach Langherwisch, 1303 Langerwisch novo und 1375 im Landbuch Langerwisch nova. Der Name leitet sich sicher vom Adjektiv lang und mnd. wisch/wische = Wiese ab. Der Name könnte von Longuewesse bei Merdorp, Bezirk Waremme, Belgien übertragen sein. Allerdings gibt es für Longuewesse keine mittelalterlichen Belege, so dass Reinhard Fischer eher an eine Neubildung des Namens durch niederländische Siedler denkt, die den Ort begründet haben. Der Ort liegt mit seiner Längserstreckung an einem schmalen, aber sich lang hinziehenden Wiesenstreifen. Nach seiner Struktur ist Neu Langerwisch ein Straßendorf.
Neu Langerwisch ist eine Gründung aus der Zeit der deutschen Ostsiedlung und dürfte noch in der zweiten Hälfte des 12. Jahrhunderts angelegt worden sein.
Das Dorf war bei seiner ersten urkundlichen Nennung 1285 im Besitz des Walter von Barby. In diesem Jahr kaufte es das Domkapitel Brandenburg von Barby für den Betrag von 8 Mark Silber. Dieser Kauf wird dem Domkapitel durch die Markgrafen Otto V. und Otto VI. bestätigt. Das Domkapitel erhielt damit auch die Lehnshoheit über das Dorf.
1287 vereinigte Bischof Heidenreich von Brandenburg die beiden Parochien Neu und Alt Langerwisch. Die Mutterkirche sollte in Neu Langerwisch sein. 1303 bestätigte Bischof Friedrich die Vereinigung der Parochien der beiden Dörfer Alt und Neu Langerwisch, die sein Vorgänger Heidenreich verfügt hatte. Markgraf Hermann von Brandenburg bestätigte 1303 die Vereinigung der beiden Parochien. Die Seelsorge der vereinigten Pfarreien wurde dem Kellner des Domstifts Johann von Milow übertragen, nachdem der bisherige Pfarrer Konrad in Alt Langerwisch sein Beneficium aufgelassen hatte. Er dürfte das Amt aber nicht selbst ausgeübt haben, sondern es gegen ein Entgelt an einen Vikar vergeben haben. Um das Amt selbst auszuüben, dürfte er auch keine Zeit gehabt haben, denn 1314 war dieser Johannes von Milow Abgesandter des Domkapitels Brandenburg in Rom. 1329 reservierte sich aber Bischof Ludwig von Brandenburg drei Frustra (eine mittelalterliche Rechnungseinheit) für die jährliche Visitation des Vikars in Neu Langerwisch, die er nach den kirchlichen Satzungen durchzuführen hatte.
1367 bestätigte Markgraf Otto dem Domkapitel den Besitz des Dorfes Neu Langerwisch.
Das Landbuch Karls IV. von 1375 beschreibt das Dorf wie folgt:

„Langherwich nova sunt 42 mansi, quorum plebanus habet 2, prefectus 4, tenetur ad equum pheudalem, pro quo dat ½ sexagenam. Ad pactum quilibet 6 modios siliginis, 6 avene; ad censum quilibet 4 grossos; ad precariam quilibet 3 grossos. Cossati sunt 12, dant in universo 9 solidos. Ager Sconenbergh, quem colunt illi de Langherwisch, habet 21 mansos. Quilibet mansus solvit 1 modium siliginis. Taberna in Langherwisch 28 grossos. Tota villa est Bussonis de Schonow, et Hogenest omni iure pheudum habet ab ecclesia kathedrali in Brandenburg.“

Demnach war zwar das Domkapitel in Brandenburg weiterhin Lehensherr über Neu Langerwisch, das Dorf war aber inzwischen weiter verlehnt an Busso/Busse von Schönow und an einen Hogenest, die alle Rechte im Dorf besaßen. Damals gab es auf der Feldmark 42 Hufen, davon hatte der Pfarrer zwei Freihufen. Der Schulze hatte vier (Frei-)Hufen, musste dafür aber (theoretisch) das Lehnpferd halten. Die Haltung eines Pferdes hatte er aber gegen eine jährliche Geldabgabe von ½ Schock Groschen abgelöst. Jede abgabenpflichtige Hufe musste 6 Scheffel Roggen und 6 Scheffel Hafer abliefern sowie 4 Groschen Zins bezahlen. Die Bede betrug 3 Groschen pro abgabenpflichtiger Hufe. Im Dorf wohnten 10 Kossäten, die zusammen 9 Groschen im Jahr bezahlen mussten.
Die Bewohner von Neu Langerwisch bewirtschaften außerdem das Feld Schönenberg, die Feldmark eines bereits damals wüst gefallenen Dorfes. Das Feld Schönenberg war 21 Hufen groß. Jede Hufe musste ein Scheffel Roggen abgeben. Nach der sehr niedrigen Abgabe zu urteilen, war dieser Acker nicht besonders ertragreich. Es gab einen Krug in Neu Langerwisch, der Krüger musste jährlich 28 Groschen bezahlen. Die Feldmark des wüsten Dorfes Schönenberg lag im Norden der Gemarkung und wurde 1925 zur Bildung der Landgemeinde Wilhelmshorst abgetrennt.
1450 gehörte Neu Langerwisch einem NN. Schonnow; er hatte das Dorf vom Propst von Brandenburg zu Lehen. Der Probst war der Vorsteher des Domkapitels in Brandenburg an der Havel. Auf der Feldmark waren 40 Hufen. Nach dem Schossregister von 1481 hatte Neu Langerwisch ebenfalls 40 Hufen. Zu dieser Zeit waren aber zwei Kossätenstellen wüst bzw. nicht bewirtschaftet. Der Ortsherr von Schönow hatte einen Hof mit sieben Hufen in seinem Besitz, der Kern des späteren Rittergutes bzw. Vorwerks.
Nach dem Historischen Ortslexikon soll der Ort von 1545 bis 1548 wieder in der Hand des Lehnsherrn, sprich des Domkapitels gewesen sein. Nach Fidicin fiel das Lehen 1548 mit dem Tod des Joachim von Schönow, der ohne Leibeserben gestorben war, wieder an das Domkapitel zurück.
Das Domkapitel verlehnte das Dorf daraufhin (1548) an Georg und Christoph von Pfuel zu Fredersdorf und Quilitz für die Summe von 500 Rheinische Gulden. Bereits ihr Vater hatte das Angefälle auf dieses Lehen erhalten. Ihr Bruder Valentin von Pfuel war Domherr in Brandenburg gewesen. Ein Nachfahre eines der beiden Pfuel, Friedrich von Pfuel hatte 1608 in Neu Langerwisch ein Rittergut mit 10 freien Hufen. 1603 hatte Kurfürst Joachim Friedrich, Markgraf von Brandenburg, den Ehevertrag zwischen Friedrich von Pfuel auf Neu Langerwisch, Garz und Biesdorf und Ursula von Schlabrendorf, Tochter Konrads (Curd/Curth) von Schlabrendorf auf Klein Beuthen nachträglich bestätigt. Dieser Friedrich von Pfuel war 1572 beim Landtag in Berlin anwesend. 1602 wurde ein Sohn des Friedrich von Pfuel, George von Pfuel Domherr in Brandenburg an der Havel. Am 6. Oktober 1613 übernahm Christoph von Pfuel nach dem Tod seines Vaters Friedrich das Lehen Neu Langerwisch. 1624 wohnten 10 Hüfner, 5 Halbkossäten, ein Pachtschäfer, ein Laufschmied, zwei Paar Hausleute, ein Hirte und der Hirtenknecht im Dorf. Auf der Feldmark waren 34 Hufen. 10 Hufen hatte die Herrschaft zu sich genommen und daraus das Rittergut gebildet. Schon 1625 übernahm Georg von Pfuel das Lehen. Der Dreißigjährige Krieg hat das Dorf schwer mitgenommen. Georg von Pfuel kam um, und seine Frau Margarethe von Pfuel geb. Brandtin von Lindau musste mit ihren unmündigen Kindern fliehen. 1632 schrieb sie an den Probst von Brandenburg, dass sie wieder in Neu Langerwisch sei und dass es ihr schlecht ginge. Aus einem Brief des Neu Langerwischer Pfarrers Andreas Mohr aus dem Jahr 1641 an das Domkapitel in Brandenburg geht hervor, dass das Dorf bis auf Margarethe von Pfuel und ihre Kinder unbevölkert war. Auch noch aus dem Jahr 1652 wird berichtet, dass das Dorf völlig eingegangen war.
1668 kaufte der Kammerjunker, Baumeister und Generalquartiermeister des Großen Kurfürsten, Philipp de Chieze, der bereits 1662 das Rittergut in Caputh von seinem Lehnsherr und Arbeitgeber erhalten hatte, das Dorf Neu Langerwisch (einschließlich des Gutes) von der Witwe des Vorbesitzers Georg von Pfuel. Margaretha von Pfuel geb. Brandtin. Das Domkapitel erteilte noch im selben Jahr seinen Konsens zum Verkauf. 1671 ging Philipp de Chieze auf einen Tausch mit Kurfürst Friedrich Wilhelm ein. Er erhielt für das Rittergut Caputh und das Dorf Neu Langerwisch mit Rittergut einen größeren Landstrich bei Tilsit in Ostpreußen. Das von Philipp de Chieze ausgebaute frühbarocke Gutshaus in Caputh, meist Schloss Caputh genannt schenkte der Große Kurfürst seiner zweiten Ehefrau, der Kurfürstin Dorothea Sophie von Schleswig-Holstein-Sonderburg-Glücksburg. Sie ließ das Schloss weiter ausbauen.

## Neu Langerwisch unter dem Amt Potsdam
Das Dorf Neu Langerwisch samt Rittergut überwies der Kurfürst dem Amt Potsdam zur Verwaltung. Von der Lehnsherrschaft des Domkapitels über das Dorf Neu Langerwisch oder einem Konsens des Domkapitels zu diesem Tausch ist nun nicht mehr die Rede. Das Historische Ortslexikon beschreibt den Vorgang als Usurpation des Lehens.
1682/83 werden lediglich 24 Sandhufen in Neu Langerwisch erwähnt, aber bereits wieder sieben Kossätenhöfe. Danach bestand das Vorwerk (das ehemalige Rittergut) aus 10 Hufen. Noch für das Jahr 1687 wird erwähnt, dass alle Bauernhufen wüst waren, das heißt die Bauernhöfe nicht besetzt waren. Lediglich die Kossätenhöfe waren wieder vergeben.
Aus dem Jahr 1697 liegt ein Hufenregister für Neu Langerwisch vor. Danach umfasste die gesamte Feldmark 74 Hufen, darunter waren nur 25 wieder urbar gemachte, oder noch brauchbare Hufen. 21 Hufen sollten noch urbar gemacht werden. Die anderen Hufen waren wieder verwachsen. An Wiesen waren 95¾ Morgen vorhanden. Der Rest war Heide (Wald) und Hütung. Von diesen gedachten 46 Hufen hatte das Vorwerk 10 Hufen, der Pfarrer hatte 2 Hufen, der Schulze hatte vier Hufen und 10 Bauern je 3 Hufen. Jede Hufe hatte 30 Morgen, der Morgen zu 400 Rheinländischen Quadratruten. Die 46 Hufen waren auf drei große Felder verteilt, in das Bergholzsche Feld, das Mittelfeld und das Michendorfsche Feld. Vermutlich war die Wiederbesiedlung des Dorfes mit Bauern erst wenige Jahre vorher angelaufen.
1732 werden dann elf in Neu Langerwisch wieder ansässige Bauern erwähnt, ein Vierhufenbauer (Schulze) und 10 Dreihufenbauern. Weiter wohnten im Dorf ein Kossät und vier Büdner, darunter ein Schneider und ein Schmied. Das Amtsvorwerk hatte eine Größe von 681 Morgen. 1745 wird dann erstmals eine Windmühle erwähnt.
1765 gab es weiterhin 11 Bauernhöfe in Neu Langerwisch, den Schulzen mit 4 Hufen und 10 Bauern, die jeweils drei Hufen besaßen. Vier dieser Bauern, später nur noch ein Bauer, hatten die 10 Ritterhufen (= das Vorwerk) in Nutzung. In acht Häusern wohnten Büdner, im Pfarrhaus der Prediger. Weiterhin wohnten im Dorf der Küster, ein Paar Einlieger und zwei einzelne Einlieger. 1770 hatte Neu Langerwisch 101 Einwohner. 1789 beklagten sich die Neu Langerwischer Bauern darüber, dass ihre zum Amt Saarmund zu leistenden Dienste so hoch seien, dass sie ihre eigenen Güter nicht bewirtschaften könnten. 1797 vernichtete ein Großbrand das Schulzengut, das Pfarrhaus, fünf Bauernhöfe und sechs Büdnerhäuser.
Friedrich Wilhelm Bratring beschreibt Neu Langerwisch als Dorf mit einem Amtsvorwerk, mit 11 Ganzbauern (Vollbauern), einem Ganzkossäten, neun Büdnern, 10 Einliegern und einer Schmiede. Auf der Feldmark gab es 24 Bauernhufen und zehn Lehnhufen. Außerdem standen auf der Feldmark 900 Morgen Holz, und 3 Morgen waren mit Weinreben bepflanzt. Der Weinberg lag nordwestlich des Dorfes. Bratring führt (irrtümlich) weiter aus, dass das Vorwerk seit 1764 vererbpachtet war. Im Dorf gab es 31 Feuerstellen (Wohngebäude), und 218 Seelen (Einwohner).  Er erwähnt keine Windmühle (mehr), im Gegensatz etwa zu Alt Langerwisch. 1817 hatte Neu Langerwisch 217 Einwohner. Auch noch 1816 beschwerten sich die Neu Langerwischer Bauern beim Amt Potsdam, dass ihre Dienste zu hoch seien. 1818 wurde das alte Schulhaus an der Südseite des Kirchhof erbaut. 1870 wurde es renoviert und 1902 nach Westen vergrößert. 1974 wurde der Unterricht im Gebäude aufgegeben und das Gebäude zu einem Wohnhaus umgebaut.
Mit der Veräußerung des Vorwerks 1820 an Wilhelm von Thümen wurde das Vorwerk an das Gut Caputh angeschlossen (siehe weiter unten).
1840 wurden im Dorf 31 Wohnhäuser und 265 Einwohner gezählt. 1850 wurde die Ablösung der von den Bauern zu erbringenden Hand- und Spanndiensten, Holzfuhren und Dienstgelder abgeschlossen. 1860 maß der Gemeindebezirk (bzw. die Landgemeinde) 1819 Morgen, davon 24 Morgen Gehöfte, 22 Morgen Gartenland, 751  Morgen Acker, 134 Morgen Wiese und 888 Morgen Wald. Im Ort standen sechs öffentliche Gebäude, 36 Wohngebäude und 62 Wirtschaftsgebäude. Neu Langerwisch hatte damals 247 Einwohner.
1871 hatte Neu Langerwisch 250 Einwohner, die sich auf 39 Wohngebäude verteilten. 1867 waren es noch 252 Einwohner gewesen. Am 6. September 1880 brannten die Bauernhöfe auf der Südseite der Dorfstraße nach einem Blitzschlag ab. Sie wurden relativ einheitlich in der Form von Vierseithöfen wieder aufgebaut. 1885 wird die Größe der Gemarkung mit 691 ha angegeben. Davon waren 292 ha Ackerflächen, 58 ha Wiesen und 273 ha Wald.
1895 wird erstmals das Jagdhaus () erwähnt. Es hatte damals 4 Einwohner. Nach dem Alphabetischen Verzeichnis sämtlicher im Regierungsbezirk Potsdam belegenen Ortschaften und Ortsteile von 1897 gehörten zu Neu Langerwisch auch zwei Bahnwärterhäuschen (Nr. 16 und Nr.17). Der Gemeindebezirk (oder die Landgemeinde) hatte 260 Einwohner, der Gutsbezirk hatte 14 Einwohner.
Die Gemarkung von Neu Langerwisch hatte 1900 eine Größe von 691 ha. Im Dorf standen nun 44 Wohnhäuser. 1905 gehörten zu Neu Langerwisch die Wohnplätze Jagdhaus (mit 6 Einwohnern), Caputher Vorwerk (mit 6 Einwohnern), Weinberg (mit 10 Einwohnern) und Windmühle (mit 5 Einwohnern). Das Jagdhaus wurde 1903 auch Waldhaus genannt.
1911 wurde ein Spritzenverband Neu Langerwisch (oder einfach eine Feuerwehr) gegründet. Zweck des Verbandes war die Beschaffung und Unterhaltung der Feuerlöscheinrichtungen und die Bedienung der Feuerlöschgeräte. Verbandsvorsteher war der jeweilige Gemeindevorsteher von Neu Langerwisch. Der Verbandsausschuss bestand aus fünf Mitgliedern, neben vier Mitgliedern aus Neu Langerwisch auch dem jeweiligen Besitzer (und Gutsvorsteher) des Vorwerks Neu Langerwisch (das kommunalpolitisch zum Gutsbezirk Caputh gehörte).
1925 wurden 193,7450 Hektar von der Gemarkung der Landgemeinde Neu-Langerwisch abgetrennt; daraus wurde die Gemarkung Wilhelmshorst gebildet. Gleichzeitig wurde die Kolonie Wilhelmshorst zur Landgemeinde erhoben. Vermutlich gehörte dieser Teil im Wesentlichen zur wüsten Feldmark Schönenberg (siehe oben).
1928 wurde der Gutsbezirk Caputh aufgelöst. Die Teile südwestlich der Kreischaussee Caputh-Michendorf und des ihre gerade Fortsetzung bildenden, etwa auf die Hälfte der Kreischaussee Michendorf-Alt Langerwisch führenden geraden Weges inkl. Chaussee und Weg wurden mit der Gemeinde Michendorf vereinigt. Die nordöstlich der vorgenannten Straße und nordwestlich der Eisenbahn Michendorf-Berlin liegenden Teile wurden mit der Gemeinde Wilhelmshorst vereinigt. Der Rest des Gutsbezirks kam an die Gemeinde Neu Langerwisch.
1931 gehörten zur Landgemeinde Neu Langerwisch die Wohnplätze Liebrecht, Teufelsklause,
Weinberg, Windmühle, Gärtnerei Gartenschläger, Gärtnerei Gerlich, die Kolonie An der Trift, die Kolonie Tannenhof und die Kolonie Paulinenaue. Die Gemarkung hatte 1931 eine Größe von 612 ha. Im Dorf standen 47 Wohnhäuser mit insgesamt 61 Haushaltungen.

### Das Vorwerk Neu Langerwisch
Der Kern des späteren Rittergutes bzw. danach Vorwerks war ein größeres Gut mit sieben Hufen, das schon 1480 im direkten Besitz des damaligen Ortsherrn von Neu Langerwisch, eines von Schönow war. 1608 hatte der damalige Ortsherr Friedrich von Pfuel zu seinem Hof (oder Rittergut) bereits 10 freie Hufen.
Das Rittergut in Neu Langerwisch wurde nach dem Tausch von 1671 nun ein Amtsvorwerk. 1704 sollte nach dem Willen von König Friedrich I. das Vorwerk in Erbpacht gegeben werden. Es bestand aus einem Wohnhaus (Meierhaus) und Wirtschaftsgebäuden. Das Meierhaus war ein Fachwerkhaus bestehend aus 10 Gebinden, die Scheuer war ein Gebäude mit 24 Gebinden, also über doppelt so groß. Außerdem gab es einen kleinen Pferdestall und einen alten, verfallenen Stall von 6 Gebinden. Es gab einen Backofen, das Schäferhaus mit dem Schafstall, das Weinmeisterhaus mit vier Gebinden und das Weinmeisterhaus im Weinberg mit der Presse. Außer dem Wohnhaus waren alle Gebäude in so schlechtem Zustand, dass sie im Grunde neu gebaut werden mussten.
1704 wurde dann ein Erbpachtvertrag mit 10 Neu Langerwischer Bauern abgeschlossen. Die jährliche Pacht betrug 250 Taler. Der neue König Friedrich Wilhelm I., der 1713 an die Regierung kam, verfolgte die Politik seines Vaters nicht weiter, Vorwerke in Erbpacht zu geben. 1717 wurde die Erbpacht in eine Zeitpacht umgewandelt. Neuer Pächter wurde mit Trinitatis 1717 der Heidereiter Kleyenstuber, der jedoch die Pachtbedingungen nicht erfüllte. So wurde das Vorwerk 1718 erneut zur Pacht ausgeschrieben. Vier Neu Langerwischer Bauern pachteten nun das Vorwerk auf sechs Jahre.
1732 hatte das Amtsvorwerk eine Größe von 681 Morgen 3 Quadratruten, davon waren 582 Morgen 101 Quadratruten Acker, 77 Morgen 400 Quadratruten Wiese, 2 Morgen 104 Quadratruten Garten und 18 Morgen 118  Quadratruten Weinberge. Der Meier hielt 12 Stück Kühe, 6 Stück Güstevieh und 900 Schafe. Außerdem hielt er Schweine und Federvieh. Ab 1724 übernahm nur noch ein Bauer, Jacob Lehmann, die Pacht, die immer auf sechs Jahre abgeschlossen wurde. Sie betrug damals 400 Taler jährlich. 1737 starb Jacob Lehmann, und sein Sohn Gottfried Lehmann übernahm die Pacht. 1740 war er mit 300 Talern in Pachtrückstand geraten, und die Pacht wurde ihm vom neuen Amtmann des Amtes Potsdam Friedrich Wilhelm Plümicken entzogen. Schließlich übernahm Christian Lehmann, Bruder des Gottfried die Pacht bis 1744. Die folgenden Zeitpächter blieben meist nur ein bis zwei Jahre.
1764 folgte dann Jonas Bruno Freiherr von Pöllnitz in der Zeitpacht. 1765 war nun das Vorwerk 706 Morgen 88 Quadratruten groß. Davon entfielen 579 Morgen 21 Quadratruten auf Ackerflächen, 106 Morgen 25 Quadratruten auf Wiesen, 2 Morgen 104 Quadratruten auf Gärten und 18 Morgen 118 Quadratruten auf Weinberge. Es wurden nun 14 Kühe, 7 Stück Güstevieh und 800 Schafe gehalten. Weiter wurden eine nicht näher ausgeführte Anzahl an Schweinen und Federvieh auf dem Hof gehalten. Zehn Bauern hatten nicht weiter spezifizierte Dienste zum Vorwerk zu leisten. Ihnen wurde angeboten, die Dienste in ein jährliches Dienstgeld umzuwandeln. Doch Freiherr von Pöllnitz starb schon am 3. Januar 1765 und hinterließ nur Schulden. 1771 übernahm Johann Friedrich Wilhelm Hart die Generalpacht des Amtes Potsdam. 1771 bis 1777 hatte der Gastwirt Johann Friedrich Corsica das Vorwerk in Pacht. 1777 übernahm der Kammerherr Gottfried Friedrich von Schlippenbach, der aber die Pacht nicht erwirtschaften konnte. 1781 übernahm dann Carl Ludwig Stegmann die Pacht. Er musste schon nach einem Jahr das Vorwerk wieder räumen.
Der Potsdamer Amtmann Johann Friedrich Wilhelm Hart fand dann keine Pächter mehr, da die geforderte Pacht zu hoch war. Er musste nun das Vorwerk bis 1799 in eigener Regie bewirtschaften. 1799 wurde das Vorwerk in Neu Langerwisch an den Geheimen Finanzrat Ludwig August Dietrich in Erbpacht gegeben. Auch er blieb nur kurze Zeit.
1801 trat August Kähne in die Generalpacht der Ämter Potsdam und Bornim ein. Nach dem verlorenen Krieg gegen die Napoleonischen Truppen und wegen der hohen Reparationszahlungen wurden die Vorwerke Caputh und Neu Langerwisch 1813 öffentlich versteigert. Nach Fidicin erwarb der Amtmann Bethge/Betche 1813 Schloss Caputh, die dortige Ziegelei, das Vorwerk in Caputh und das Vorwerk in Neu Langerwisch für 18.600 Taler. Allerdings verweigerte Bethge/Betche 1815 die Vollziehung des Kaufkontrakts. Die Gründe sind nicht bekannt. Im Ortschafts=Verzeichniß des Regierungs=Bezirks Potsdam von 1817 ist er trotzdem als Besitzer des Vorwerks aufgeführt. Am 14. Dezember 1818 wurde der Vertrag mit dem Amtmann Bethge/Betche in Potsdam über die Aufhebung des Kaufvertrages über die beiden Vorwerke Caputh und Neu Langerwisch geschlossen.
Im Mai 1819 wurden die Vorwerke Caputh und Neu Langerwisch von der Regierung in Potsdam erneut zum Verkauf angeboten. Zum Vorwerk Neu Langerwisch gehörten damals 447 Morgen 147 Quadratruten Acker, 146 Morgen 128 Quadratruten alte Wiesen, worunter 27 Morgen 126 Quadratruten zweimähdig und 56 Morgen 55 Quadratruten Maschen waren, 57 Morgen 33 Quadratruten neue Wiesen, nämlich die große und kleine Tiroler Wiese bei Drewitz, die einmähdig war, ca. 3 Morgen 59 Quadratruten Garten und die Hütung. Eine weitere gleichlautende Verkaufsanzeige findet sich im Amtsblatt von 1820.
1820 wurden das Schloss Caputh und die Vorwerke Caputh und Neu Langerwisch vom Amt Potsdam zurückgenommen und an Heinrich Ludwig August von Thümen (* 30. Dezember 1757 auf Gut Stücken; † 15. März 1826 auf Schloss Caputh) übertragen. Nach dessen Tod 1826 fielen die beiden Güter an seinen Sohn Wilhelm Heinrich Herrmann von Thümen (* 25. Juli 1792 in Heilsberg; † 3. April 1856 in Mainz). Am 17. November 1837 wurde dem ehemaligen, 1632 Morgen umfassenden Domänenvorwerk zu Caputh, im Besitz von Wilhelm Heinrich Herrmann von Thümen (auch Wilhelm Hermann Heinrich von Thümen geschrieben) befindlich, die Eigenschaft eines landtagsfähigen Rittergutes verliehen; darin eingeschlossen war die Patrimonial- und Zivilgerichtsbarkeit innerhalb der Gutsgrenzen. 1856 ist Wilhelm von Thümen gestorben. Unter dem Gutsbezirk Caputh werden 1860 zwei Abbauten genannt, allerdings nur einer namentlich, die Kolonie Krähenberg. Das Gut Neu Langerwisch wird hier nicht explizit erwähnt.
1871 standen im Wohnplatz Vorwerk Neu Langerwisch zwei Wohnhäuser mit 21 Bewohnern. Das General-Adressbuch der Ritterguts- und Gutsbesitzer im Deutschen Reiche von 1879 gibt als Besitzer des Vorwerks Neu Langerwisch (zusammen mit Caputh) die Geschwister von Thümen an. Das Gut Neu Langerwisch hatte damals eine Größe von 243,14 ha, davon waren 92,20 ha Acker, 34,92 ha Wiesen, 6,81 ha Weide und 109,21 ha Wald. Der Grundsteuerreinertrag war auf 1118,82 Mark festgesetzt.
Im Handbuch des Grundbesitzes im Deutschen Reiche von 1885 sind nun Hans August von Thümen und Geschwister als Besitzer von Rittergut Caputh und Vorwerk Neu Langerwisch eingetragen. Das Gut in Neu Langerwisch war an Carl Bochow verpachtet. Die Größe des Vorwerks ist mit 248 ha angegeben, davon waren 94 ha Acker, 36 ha Wiese, 7 ha Weide und 111 ha Wald. Der Grundsteuerreinertrag betrug nun 1119 Mark. Das Vorwerk Neu Langerwisch wird jetzt im Handbuch ebenfalls als Rittergut bezeichnet.
Nach den Gemeindelexika gehörte das Vorwerk in Neu Langerwisch 1885 und 1895 zum Gutsbezirk Caputh. Auf dem Vorwerk standen damals zwei Wohngebäude, die 1885 6 Bewohner hatten, 1895 15 Bewohner. 1896 ist als Besitzer nun H. A. von Thümen angegeben (ohne Geschwister). Pächter des Gutes war nach wie vor Carl Bochow.
1908 starb Hans August von Thümen kinderlos, und das Rittergut Neu Langerwisch kam in den Besitz von Alfred Hans August von Willich (* 31. Mai 1862 in Gorzyn, † 20. Mai 1941 auf Schloss Caputh). Er war der Neffe von Hans August von Thümen. Die älteste Schwester des Hans August von Thümen, Pauline Hermine Luise Marie (1824–1905) hatte 1853 den Ernst von Willich (1820–1892), Herr auf Gorzyn (Krs. Birnbaum) und Neu-Görtzig/Neugörzig (Krs. Schwerin a. W.) geheiratet.
Alfred Hans August von Willich hatte 1896 Friederike Wilhelmine Marie Lucy Sophie Hertha von Selchow (* 5. März 1874 in Schonowitz/Schondorf, †?) geheiratet. Mit der Erbschaft 1908 übersiedelte er nach Caputh. 1929 gehörten Schloss und Rittergut Caputh mit Vorwerk Neu Langerwisch immer noch dem Alfred von Willich. 1923 und 1929 hieß der Pächter vom Vorwerk Neu Langerwisch Curt Hellwig. 1929 gehörten zum Vorwerk Neu Langerwisch 225 ha, davon waren 100 ha Acker, 25 ha Wiesen, 80 ha Holzung und 30 ha Unland. Damals wurden keine Tiere mehr auf dem Hof gehalten. Alfred von Willich verkaufte das Meierhaus 1934 an den pensionierten Lehrer Korthals aus Neu Langerwisch.

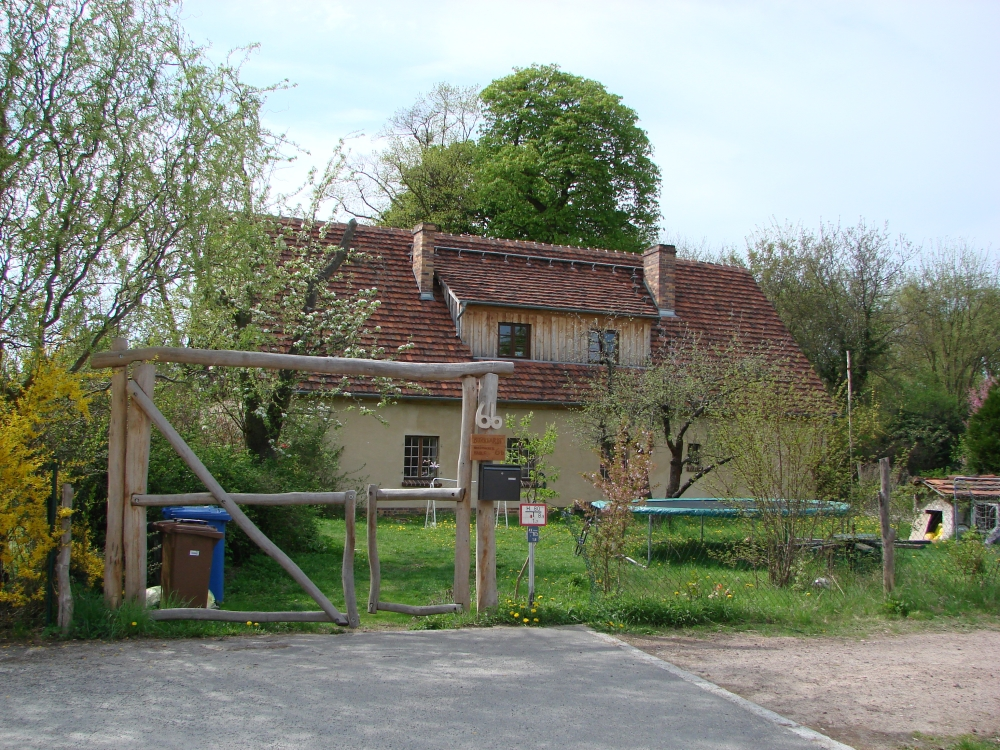
Ehemaliges Meierhaus des Vorwerks Neu Langerwisch

Nach dem Tod der Eheleute Korthals war von 1961 bis 1970 der Kindergarten im ehemaligen Meierhaus untergebracht. 1970 musste das Gebäude wegen schlechten Bauzustands baupolizeilich gesperrt werden. 1982 war es wieder in Privatbesitz und wurde durch den Künstler und Bildhauer Manfred Rösler modernisiert. Er hatte sich hier auch sein Atelier eingerichtet. 1990 wurde es an die Erben der Familie Korthals rückübertragen und verkauft. 2008 wurde es erneut modernisiert.
| Jahr      | 1772 | 1801 | 1817 | 1840 | 1858 | 1871 | 1885 | 1895 | 1905 | 1914 | 1925 |
| Einwohner | 172  | 218  | 217  | 265  | 247  | 250  | 256  | 259  | 224  | 286  | 275  |

## Kommunalpolitische Geschichte
Neu Langerwisch liegt in der historischen Landschaft der Ostzauche, die noch im 14. Jahrhundert terra Belitz genannt wurde. Im Spätmittelalter bildete sich daraus zusammen mit der westlichen Zauche der Zauchesche Kreis heraus. In der Kreisreform von 1816 wurde der Zauchesche Kreis mit dem ehemals sächsischen Amt Belzig zum Kreis Zauch-Belzig vereinigt. Für 1885 weist das Gemeindelexikon keine Wohnplätze zu Neu Langerwisch aus. Erst 1895 ist der Wohnplatz Jagdhaus angegeben.
Das Amt Potsdam wurde 1872/74 aufgelöst. Die hoheitlichen Aufgaben wurden nun den Kreisen und den neuen Amtsbezirken übertragen. Neu Langerwisch wurde dem Amtsbezirk Nr. 20 Saarmund des Kreises Zauch-Belzig zugeordnet. Als Amtsvorsteher wurde der Fabrikbesitzer Busse in Saarmund eingesetzt.
1928 wurden nur Teile der Flächen des zum Gutsbezirk Caputh gehörenden Vorwerks Neu Langerwisch mit dem Gemeindebezirk Neu Langerwisch zur Landgemeinde Neu Langerwisch vereinigt; die anderen Teile wurden den Landgemeinden Michendorf und Wilhelmshorst zugeschlagen.
Zum 1. Januar 1938 (nach anderer Quelle bereits zum 29. Dezember 1937) wurden die Gemeinden Alt Langerwisch und Neu Langerwisch zur neuen Gemeinde Langerwisch zusammengeschlossen. In der Kreisreform von 1952 in der damaligen DDR wurde der Kreis Zauch-Belzig aufgelöst und Langerwisch wurde dem neuen Kreis Potsdam-Land zugeordnet. 1964 und 1973 war Neu Langerwisch ein Ortsteil von Langerwisch.
Nach der Wende und Bildung des Landes Brandenburg existierte dieser Kreis noch bis 1993 als Landkreis Potsdam-Land weiter. Im Zuge der Gemeindeverwaltungsreform von 1992 erfolgte die Bildung der Ämter im Land Brandenburg. Langerwisch schloss sich mit fünf anderen Gemeinden, darunter auch Michendorf zum Amt Michendorf im Kreis Potsdam-Land zusammen. Mit der Kreisreform von 1993 wurde der Landkreis Potsdam-Land zusammen mit den Kreisen Belzig und Brandenburg-Land zum Landkreis Potsdam-Mittelmark vereinigt. Zum 26. Oktober 2003 wurden die sechs Gemeinden des Amtes Michendorf zur neuen amtsfreien (Groß-)Gemeinde Michendorf zusammengefasst und das Amt aufgelöst. Seither ist Langerwisch ein Ortsteil der (Groß-)Gemeinde Michendorf, Neu Langerwisch hat den Status eines Wohnplatzes.

## Kirchliche Geschichte
1287 wurden die beiden Mutterkirchen Alt Langerwisch und Neu Langerwisch miteinander vereinigt; Alt Langerwisch wurde Tochterkirche von Neu Langerwisch. Neu Langerwisch blieb Mutterkirche bis nach 1970.
1459 gehörte die Parochie Neu Langerwisch zur Sedes Treuenbrietzen, um 1500 zur Sedes Beelitz. Aus der Sedes Beelitz wurde noch vor 1573 (bis nach 1721) die Inspektion Beelitz. Noch vor 1748 kam die Parochie Neu Langerwisch zur Inspektion Potsdam, die 1806 in Superintendentur Potsdam umbenannt wurde. Seit 1835 gehört Neu Langerwisch zur Superintendentur Potsdam I.
Um 1450 gehörte auch Caputh als Tochterkirche zur Parochie Neu Langerwisch. Um 1500 waren Caputh und Michendorf Tochterkirchen von Neu Langerwisch. Michendort wurde 1926 verselbstständigt. Der Anfang des 20. Jahrhunderts neu entstandene Ort Wilhelmshorst war bis 1925 eingekircht, 1926 wurde Wilhelmshorst als Kirchengemeinde verselbstständigt. (Und heute?)

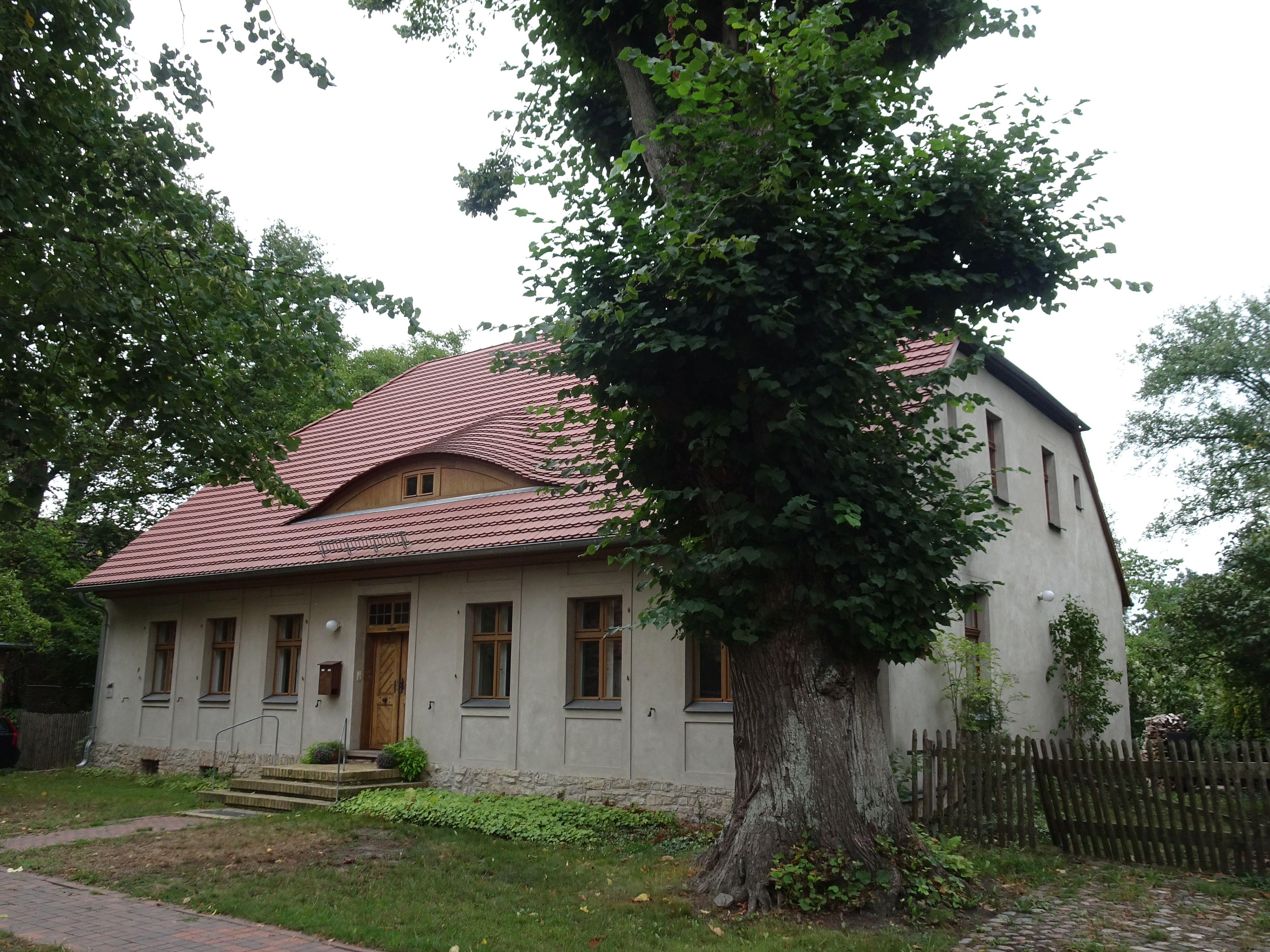
Pfarrhaus von 1797, Renovierung 2017

Von 1660 bis 1699 wurde die Parochie von Saarmund aus kuriert, da die Kirche von Neu Langerwisch im Dreißigjährigen Krieg zerstört worden war. 1705 wurde in Neu Langerwisch ein neues Pfarrhaus errichtet. Die schwer beschädigte Kirche wurde vermutlich vorläufig weiterhin genutzt. Das Pfarrhaus brannte am 6. März 1797 völlig ab und wurde noch im selben Jahr wieder aufgebaut.
Das Patronat hatte von 1287 bis 1767 das Domkapitel zu Brandenburg, seit 1767 wird es vom König bzw. Fiskus ausgeübt. Der Pfarrer hatte zwei Pfarrhufen; 1575 ist auch ein Pfarrhaus mit Garten dokumentiert. Vor 1575 gab es auch ein Küsterhaus, das 1575 als abgebrannt beschrieben wird. Die Entlohnung des Küsters bestand aus einem Wispel Roggen und zwei Scheffeln Scheffelkorn. Er erhielt von den Einwohnern jährlich 36 Brote und fünf Mandeln Eier (eine Mandel = 16 Stück). 1621 wohnte der Küster im eigenen Kossätenhof, doch sollte innerhalb Jahresfrist
ein neues Küsterhaus gebaut werden. Die Kirche (bzw. die Kirchenkasse) hatte 1575 einen eigenen Kossätenhof und etliche Stücke Land, die jährlich acht Scheffel Roggen und zwei Scheffel Gerste an Pacht einbrachten, außerdem zwei Stücke Rodeland.
Die jetzige Kirche ist rechteckiger Bau mit einem Mauerwerk aus Feldsteinen, der 1772 neu errichtet wurde. Im Sockelbereich wurden überwiegend gequaderte Feldsteine verwendet (vom Vorgängerbau?). Für das aufgehende, unregelmäßige Mauerwerk wurden überwiegend kleinteilige Feldsteine bzw. Feldsteinmaterial und z. T. auch Ziegel verwendet. Die Ecken sind mit Ziegeln gemauert. Die Fenster und die Portale haben Putzfaschen; der Dachturm ist ebenfalls verputzt.

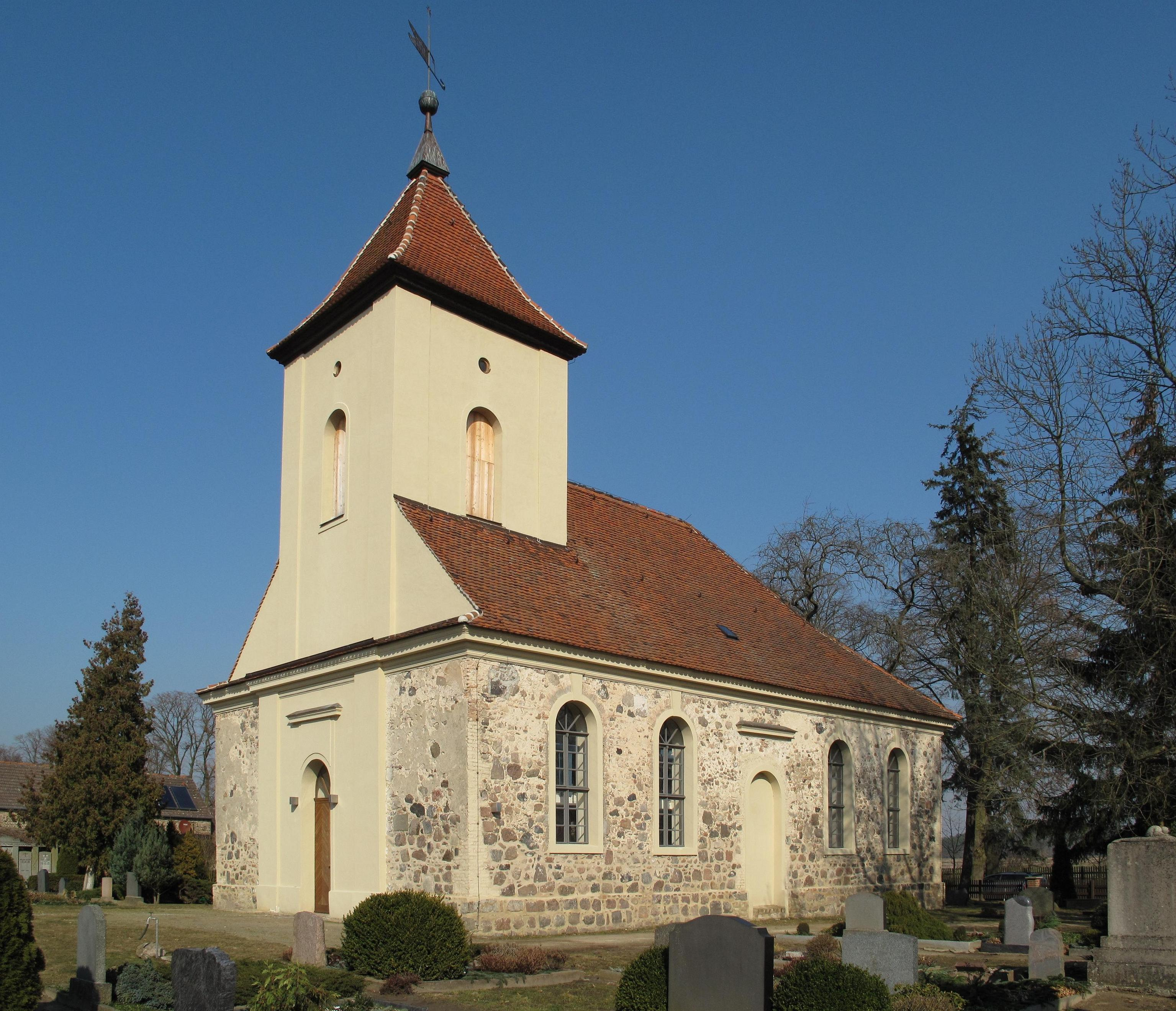
Dorfkirche Langerwisch

siehe Hauptartikel Dorfkirche Langerwisch

## Windmühle(n) und Wassermühle?
Die Suchodoletz-Karte von 1680 verzeichnet nordnordöstlich vom Ortskern von Neu Langerwisch neben den Teichen und teils verlandeten Teichen (Blanker Teich) die Flur Mühlenstücke. Der Flurname könnte auf eine frühere Wassermühle in dieser Teichkette bzw. am Ausfluss des Rehgrabens aus dem Blanken Teich hindeuten. Ein Mühlensymbol oder eine Mühle ist allerdings nicht zu entdecken.
1745 wird erstmals eine Windmühle in Neu Langerwisch erwähnt. Dies ist insofern etwas merkwürdig, als die folgenden Beschreibungen und Karten des Ortes keine Windmühle (mehr?) erwähnen. In der Schmettaukarte von 1767/87 ist keine Windmühle in der Nähe von Neu Langerwisch verzeichnet. Auch die Deckerkarte von 1816/17 und das Urmesstischblatt 3644 Potsdam von 1840 zeigen keine Windmühle. Diese erste Windmühle muss also bald nach ihrer Erstnennung wieder verschwunden sein. Sehr wahrscheinlich wurde dann erst wieder 1879 am heutigen Standort eine erste Windmühle, die heutige Paltrockmühle, aufgebaut.
siehe Hauptartikel: Paltrockmühle und kleine Bockwindmühle Langerwisch